# شيرين (ملكة فارسية)

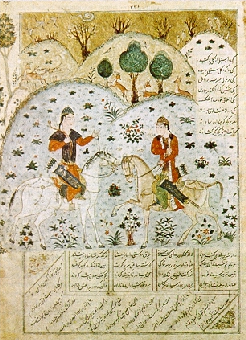
خسرو وشیرین

شيرين أمراة قد ذكر اسمها في الشاهنامه وفي القصص الإيرانية. يختلف الرواة في شيرين أهي فارسية أم أرمنية أم رومية. الشاهنامه تجعلها فارسية، ويقول صاحب تاريخ كزيده أنها بنت ملك الأرمن. عشقها كسري برويز حين فر من أبيه هرمزد. وبعض الرواة يظنها رومية، ومن هؤلاء من يقول أنها بنت قيصر التي يذكر في الشاهنامه باسم مريم، وأن شيرين محرّفة عن إيرينى أو سيرا.
و في ميرخوند أن شيرين كانت في خدمة أحد أشراف الفرس، وكان خسرو برويز في صباه ينتاب دار هذا الشريف فأحب شيرين وأعطاها خاتما. فلما علم رب الدار أمر أحد خدّامه أن يغرقها ولكنها نجت والجأت إلى دير. ولما تولى برويز أرسلت اليه الخاتم فذكرها وأخذها إلى قصره.
و قصة شيرين وخسرو معروفة وبعض حادثاتها في الشاهنامة. ولشيرين قصة أرخى مع عاشق اسمه فرهاد زعموا أنه أحبها فلما سمع برويز بذلك كلفه أن يشق طريقا في جبل بيستون من جبال كردستان، ووعده أن يهبه شيرين حين يتم عمله. فلما شق فرهاد الطريق أرسل اليه پرويز من يخبره كذبا أن شيرين ماتت. وقد ذهب فرهاد مثلا في العشق كمجنون ليلى.
و قد نظمت قصة شيرين كثيرا بالفارسية والتركية نظم خسرو وشيرين من شعراء الفارسية نظامى الكنجوى وخسرو الدهلوى، ومن شعراء التركية شيخى وعطائى وآهى. ونظم فرهاد وشيرين من شعراء الفارسية وحشي البافقي، ومن شعراء التركية نوائى. ونظمها غير هؤلاء. وأشار اليها الشعراء في شعرهم كثيرا، وفي الكردية هناك عدة قصص تصور الحب الطاهر العفيف بين فرهاد وشيرين وتقربه من قصة الحب الشهيرة بين مم وزين. كما جاء ذكر شيرين في قصص ألف ليلة وليلة، وأصبحت الملكة شيرين شخصية بارزة لما عُرِفت عنه من صبر وتفهُّم.